# Vernaya prefulva
Vernaya prefulva is een fossiel knaagdier uit het geslacht Vernaya dat gevonden is in Longgupo in Zuid-China. Van deze soort zijn vijfendertig losse kiezen en drie kaakfragmenten bekend. V. prefulva was een kleine soort. De bovenkant van het formanen incisivum zit ongeveer even hoog als de voorkant van de eerste bovenkies. Het posterior cingulum op de eerste twee bovenkiezen bereikt de knobbel t3 niet. Op de derde bovenkies zit geen posterior cingulum. Op de eerste onderkies zijn de labiale en linguale cingula niet verbonden. De anterolabiale knobbel op de derde onderkies is klein. Deze soort is waarschijnlijk het nauwste verwant aan de levende V. fulva. De eerste bovenkies is 1,59 tot 1,85 bij 0,78 tot 1,00 millimeter, de tweede 1,19 tot 1,25 bij 1,06 tot 1,25 millimeter en de derde 0,67 bij 0,93 millimeter. De eerste onderkies is 1,60 tot 1,72 bij 0,90 tot 1,08 millimeter, de tweede 1,17 tot 1,23 bij 1,08 tot 1,10 millimeter en de derde 1,08 tot 1,10 bij 0,80 tot 0,86 millimeter.
Vernaya foramena · Vernaya fulva · Vernaya giganta† · Vernaya meiguites · Vernaya nushanensis · Vernaya prefulva† · Vernaya pristina† · Vernaya wushanica†